# ブルックタウン・ハイ
『ブルックタウン・ハイ』(Brooktown High)は、2007年5月22日にコナミデジタルエンタテインメントの北米法人Konami Digital Entertainment, Inc.（KDEI、以下コナミ）が北米地域でPlayStation Portable向けに発売した恋愛シミュレーションゲーム。日本向けは未発売。開発当初は"Brooktown High Senior Year"のタイトルであった。

## 概要
カナダ・アメリカに開発拠点を置くバックボーン・エンタテインメント(en:Backbone Entertainment)が開発した作品で、コナミは発売元であり、制作には関与していない。制作者が「コナミの『ときめきメモリアル』を元にして作った」と発言しており（ゲーム内容やシステムも同作とほぼ同様である）、コナミが発売元であることも相まって、「北米版『ときめきメモリアル』」との俗称がある。
画面は『1』・『2』・『4』（あるいは『GS』）のような2Dではなく、『3』に近い完全3Dでゲームが展開されるのが特徴。
タイトル通り、高校が舞台であるが、プレイヤーキャラクターは男性・女性の両方が選択できるのが特徴となっている。
しかし、北米（またはヨーロッパも含めて）では、そもそも恋愛シミュレーションというジャンルが浸透しておらず、「『ザ・シムズ』や『シムピープル』のようなライフシミュレーションだ」という認識が拭い切れなかった。また、顔のパーツをデフォルメした（少なくとも日本における『萌え』とは別の感覚の）キャラクターデザインは特に不評で、発売先のアメリカでも評価は芳しくない。